# 元大人壽
元大人壽保險股份有限公司，簡稱元大人壽，是臺灣一家人壽保險公司，屬元大金控旗下的子公司之一。前身為紐約人壽在台灣的子公司國際紐約人壽，成立於1992年。2014年1月1日成為元大金控旗下子公司，並於3月更名為元大人壽。元大人壽在台灣提供人壽保險服務逾20年，是台灣壽險市場中多元通路發展的領航者，透過專業壽險顧問、銀行保險、電話行銷及經代等多元化的通路，提供客戶人身財務風險規劃與家庭保障計劃。目前已投入團險市場及數位金融領域，提供更全方位的壽險專業服務。

## 沿革
- 2013年6月25日，元大金控董事會通過以新台幣1億元購併紐約人壽台灣子公司國際紐約人壽100%股權[1]。
- 2013年12月25日，中華民國金融監督管理委員會核准元大金控申請取得國際紐約人壽100％股份申請案[2]。
- 2014年1月2日，元大金控與紐約人壽完成股權交割，取得國際紐約人壽100%股份；國際紐約人壽更名為「元大人壽」。

## 外部連結
- （繁體中文） 元大人壽 （页面存档备份，存于）